# Икэя, Каору
Каору Икэя (яп. 池谷薫 Каору Икэя, 30 ноября 1943) —  японский астроном-любитель и первооткрыватель комет. Всего совместно с другими японскими астрономами им было открыто в общей сложности 5 комет и ещё две внегалактических сверхновых звезды.
Его отцом был рыбак. И он хотел, чтобы его сын также занимался рыболовством, но мальчик ещё с детского возраста начал интересоваться астрономией. Читая библиотечные книги по телескопостроению, он в 19 лет создаёт свой первый телескоп Примерно в то же время его отец умирает, — Каору тогда работает на фабрике по производству пианино. А два года спустя в 18 сентября 1965 года совместно с другим японским астрономом Цутому Сэки он обнаруживает знаменитую долгопериодическую комету C/1965 S1, ставшую известной как комета Икэя — Сэки. В феврале 2002 года им также была обнаружена короткопериодическая комета комета Икэя — Мураками (англ.)
.
В знак признания его заслуг одному из астероидов было присвоено его имя (4037) Икэя.